# Jacquie Barnbrook
Jacquie Barnbrook est une actrice, technicienne des effets visuels et productrice britannique née à Newport au pays de Galles.

## Filmographie

### Actrice

#### Cinéma
- 1984 : Redemption : la petite-amie
- 1996 : Shooting Lily : l'agent immobilier
- 1999 : Far from Bismark : Heidi
- 2001 : Shrek : la fan de lutte
- 2001 : A Crack in the Floor : Maggie
- 2001 : Mari conita de Jesús : Gilda
- 2002 : The Good Girl : la femme en surpoids
- 2003 : Nudity Required : Fantasy Bremelo
- 2004 : Wear Something Nice : Lisa
- 2007 : Ocean's Thirteen : la gagnante
- 2007 : La Légende de Beowulf : Aethelbeorg
- 2008 : Mister Showman : Sheila Heller
- 2008 : Fragments : la mère de Lori
- 2008 : Les Rebelles de la forêt 2 : la propriétaire de Fifi
- 2009 : Le Drôle de Noël de Scrooge : Mme Fezziwig et la belle-sœur de Fred
- 2009 : Big Kids : Pat
- 2011 : Milo sur Mars : une Martienne
- 2011 : The Chicago 8 : une membre du jury
- 2011 : Les Aventures de Tintin : Le Secret de La Licorne : la vieille femme
- 2013 : Weight : Jenny
- 2013 : Bad Words : la mère de Joyce Sack
- 2015 : Don Quixote : Teresa Panza
- 2015 : Le Petit Prince : l'infirmière, la voisine anxieuse et la panéliste prétentieuse
- 2016 : Sing For Your Supper : une danseuse
- 2017 : The Mad Whale : Helga
- 2018 : Lawless Range : Carol Thompson
- 2020 : The Voice in Your Head

#### Télévision
- 1996 : Night Stand : Helen (1 épisode)
- 2001 : Men, Women and Dogs : une femme (1 épisode)
- 2004 : The Practice : Donnell et Associés : Angelina Torelli (1 épisode)
- 2006 : Pepper Dennis : la gardienne sûre d'elle (1 épisode)
- 2006 : Vanished : une caissière (1 épisode)
- 2007 : Une famille du tonnerre : Helen (1 épisode)
- 2007 : Esprits criminels : Rose (1 épisode)
- 2010 : Better People : Brandy
- 2011 : Californication : la secrétaire et Patti (3 épisodes)
- 2012 : Bent : Deb Gidley (1 épisode)
- 2012 : Raising Hope : Vanessa (1 épisode)
- 2012 : NCIS : Los Angeles : la réceptionniste (1 épisode)
- 2012 : The League : une patiente (1 épisode)
- 2013 : Brooklyn Nine-Nine : Martha (1 épisode)
- 2014 : Hart of Dixie : une notaire (1 épisode)
- 2015 : Marry Me : Olga (1 épisode)
- 2015 : The Player (2 épisodes)
- 2016 : American Horror Story : une travailleuse sociale (1 épisode)
- 2018 : Animals. : Bam Bam (1 épisode)
- 2018 : S.W.A.T. : une caissière (1 épisode)
- 2019 : Lodge 49 (1 épisode)
- 2020 : 9-1-1 : une femme (1 épisode)

### Technicienne des effets visuels
- 1995 : Waterworld
- 1996 : Kazaam
- 1997 : Anaconda, le prédateur
- 1997 : Contact
- 1998 : Paulie, le perroquet qui parlait trop
- 1999 : La Neuvième Porte
- 1999 : Stuart Little
- 2002 : Spider-Man
- 2003 : Stuart Little
- 2003 : Le Manoir hanté et les 999 Fantômes
- 2008 : Mensonges d'État
- 2010 : Sex and the City 2
- 2012 : Hunger Games
- 2014-2016 : Cosmos : Une odyssée à travers l'univers (13 épisodes)
- 2016 : Le Livre de la jungle
- 2017 : Hangman
- 2017 : Star Wars, épisode VIII : Les Derniers Jedi
- 2019 : La Belle et le Clochard
- 2019 : Star Wars, épisode IX : L'Ascension de Skywalker
- 2020 : Sonic, le film
- 2020 : Le Seul et Unique Ivan
- 2021 : Wayne Shorter: Zero Gravity

### Productrice
- 2004 : Wear Something Nice
- 2007 : Inspire: The Chicago Spire Art Film
- 2009 : Live Music
- 2009 : Big Kids
- 2013 : Mother Up! (13 épisodes)
- 2016 : The Martian VR Experience
- 2016 : Jerome Bettis: The Bus to Canton